# 安溥
焦安溥（1981年5月30日—），藝名安溥、張懸，是臺灣創作歌手及社會運動者。
被大眾所悉知的名字「張懸」是中學時期嘗試書寫新詩並投稿於副刊上的筆名，2015年高雄潮水箴言演唱會結束後她選擇告別張懸身份暫別樂壇，並以單名「安溥」進行創作。
安溥的詞作極具詩性、雋永且時常引領聽眾進入深層的思考，她也常在作品當中表達對社會的關懷與批判，獨到的觀察與細膩的文字讓她於2013年以寫給社運人士的《玫瑰色的你》一曲，贏得第24屆金曲獎最佳作詞人的殊榮，同時也是人生首座金曲獎項。相隔十年，於2023年以《最好的時光》一曲榮獲第34屆金曲獎年度歌曲獎。

## 早期生活
安溥生於臺北市士林區，因小時候父母忙碌於工作的關係，幼年時期就被送到內湖山上的外公外婆家照顧直到小學一年級，外公外婆賦予她看世界的方式和人格基礎，從小跟著學習打坐，養鳥種菜，寫書法，過著單純的生活。
國中三年安溥就讀自學班，適性發展的環境，也讓她有更多機會接觸喜愛的音樂與藝術；高二結束那年，原先因數次參加作文及演講比賽獲獎可以推甄大學，但不滿學校封閉體制與內定比賽人選擅改規則，此後拒寫考卷將自己當掉順勢休學。接著被父親送往英國留學，不過僅待了一年就返台。回台後開始了白天在餐廳端盤子賺取生活費繳房租、晚上在展演空間「女巫店」駐唱當音控，有時間就窩在租來的小房間裡寫歌的自立生活。

### 寫作養成
在非常重視語文教育的家庭中成長，安溥從小被要求背誦古文唐詩作為養鳥、買魚的交換條件。因為畫畫發現自己喜歡寫字，養成臨摹各種字體的習慣，國中開始大量閱讀歌詞和現代詩，彼時她會給自己訂定主題練習寫作，主題既是憑空而來也是自己刻意塑造，甚至能夠將與父母爭執的場面巧妙轉化成失戀的文字敘述。這樣的練習不僅讓安溥在押韻和修辭表達上有所突破，同時也啟發了往後作詞上運用雙關和隱喻的多元意象豐富表達。
少女時期的安溥埋頭寫歌詞，一心想成為詩人、填詞人，日記全部拿來押韻對仗，那時累積了上千首的詞作卻被師長評為無病呻吟，這些手稿多年來一直躺在家裡成堆的文件裡頭從未發表，直到2022年《9522》專輯的發行有些作品才被聽見，當中包含14歲寫下的金曲獎年度歌曲得獎作品〈最好的時光〉。
歌詞結構上安溥深受洛夫的影響，《紅樓夢》的叙事風格也影響了她的創作，在歌詞當中她喜歡間接的隱晦迂迴描寫，以致較為晦澀難懂。此外在過去訪問中曾提及欣賞的詩人作家還有：沈從文、鄭愁予、黃春明、北島、莫言、王爾德、里爾克、埃米莉·狄更生、羅伯特·佛洛斯特、E·E·卡明斯等人。

### 音樂養成
13歲時安溥開始寫歌，純粹做為一種心情發洩與紀錄，寫歌方式大多在心裡記下旋律、並交由會彈琴的朋友寫譜編曲。16歲那年她用演講比賽獲得的獎金買了第一把吉他，上了兩堂課只學了3個和弦就因為老師中風而中斷了。直到從英國返台開始在女巫店表演，為她伴奏的高中同學要出國念書，才不得不重新拾起吉他學習。
青春期的安溥受到搖滾樂的影響極大，深受啟發並多次提及影響自己最深的音樂人為尼爾·楊與涅槃乐队，時常會在演出中翻唱他們的經典作品，小時候甚至抄寫過他們的全集。其他曾經提及的音樂人還有：平克·弗洛伊德、乔治·哈里森、滚石乐队、九寸釘樂團、琼·贝兹、貓女魔力、空中铁匠、約翰·凱吉、多莉·艾莫絲，華語樂壇則有窦唯、崔健、張楚、李宗盛、蔡藍欽、劉德華、陳奕迅、王菲、狗毛、葉樹茵、李驥、黃韻玲等人。

## 音樂生涯

### 張懸時期（2001─2015）
2001年，19歲的張懸與唱片公司簽下合約，但最後因公司發展調整及合約問題而未發行專輯。此後在各大live house演唱，漸漸打開知名度。
2003年，參加海洋音樂祭並與王志緯（drums）、郭人豪（guitar）、喬培修（bass）、李孟崇（keyboard）組成芒果跑樂團（Mango Runs），作品〈畢竟〉、〈並不〉收錄於《MTV MOD'S ROCK》合輯，活動結束後解散。
2005年，張懸遇見了生命中的伯樂──被她暱稱為「壽爸」的音樂製作人李壽全。當年李壽全因緣際會聽見張懸早已錄製完成、卻始終無緣問世的專輯，當場留下深刻印象，決定親自到女巫店看她表演，並說服她重新簽約，再次發片。隨後在李壽全的引薦下，張懸正式與國際唱片公司Sony BMG簽約，開啟了全新的音樂旅程。 
2006年6月9日，正式發行第一張個人專輯《My Life Will...》，專輯內多數曲目早在五年前就已經錄製完成，這張專輯除了1年半前寫好的〈信任的樣子〉，其他曲目都是13到19歲時完成的創作，成名曲〈寶貝〉就是13歲的張懸和媽媽大吵一架離家出走後寫來安慰自己還有人疼的作品。 
2007年，與Robert（drums）、水獺（bass）、盧家宏（guitar）開始嘗試以樂團編制演出，同年發行第二張專輯《親愛的...我還不知道》，樂團成員更換為凱同（drums）、嘟嘟（bass）、杉特（guitar）。同時，於這張專輯開始詞曲創作皆使用本名焦安溥發表，為此她透露原因：「我對寫字很慎重，父親又喜歡文學，希望我的創作可以榮耀父母，讓別人知道是焦仁和的女兒寫的。」
2008年，與張浩嘉（drums）、雞毛（bass）、旭章（keyboard）、杉特（guitar）組成樂團Algae，再度擔任女主唱，並親自彈奏電吉他。
2009年，發行第三張專輯《城市》。 
2012年，發行第四張專輯《神的遊戲》，詞、曲、編曲與製作皆由張懸傾注心血完成，本作也是以張懸之名作為簽約歌手發行的最後一張錄音室專輯。（其中2013年吉他手杉特當兵換成國國，旭章離開樂團開自己的工作室）
2014年，於台灣南港展覽館首開大型演唱會 - 張懸＆Algae To ebb 潮水箴言臺北概念演唱會。
2015年，於台灣高雄巨蛋加開大型演唱會 - 張懸＆Algae 2015 To ebb 高雄潮水箴言概念演唱會，為其蛻殼張懸回歸本名從事幕後創作前的最後一場大型演出。

### 安溥時期（2015─至今）
安溥曾在臉書（現已關閉）的貼文提及閉關緣由：「淹沒在無止盡的維持名氣和運作表演中，真的很可惜。擁有過的矚目，其實不屬於我。」並於訪問中提到改回本名的原因：「安溥是爸爸媽媽取的名字，我純粹想讓有剪報習慣的他們，在蒐集時能看見這兩個字。」此後閉關三年的充電期間，除了零星的表演活動與參與公民議題討論，更多的是停下來充實自己，唸書、練書法、寫詩、補強樂器、學習舞台製作等等，也陪伴家人、陪伴十多歲得了腫瘤的貓咪走過生命最後一段路。
2018年，安溥結束長達三年的閉關重返樂壇，5月12、13日於台灣臺北小巨蛋重開大型演唱會 - 安溥 anpu 無歌單系列・煉雲演唱會，為告別張懸身分回歸安溥的首場大型演出。第一次站上小巨蛋舞台，不唱自己的歌而是翻唱並致敬22首影響其生命巨大必須被時代記憶的作品，其後發行《安溥: 煉雲原聲帶》同名現場錄音專輯，收錄當中的12首曲目（限量版本）。
2019年，9月以安溥之名發行的首支單曲〈ZOEA〉，作為「單曲三部曲」的打頭陣作品，用毛蟹比喻探問了生與死，並找來陳珊妮擔綱音樂製作人，且與影像團隊「Hi-Organic」及「One One & One」共同創作出兩種看似互依卻各自獨立存在的音樂影像作品。
2020年，1月發行第二首單曲〈外婆橋〉，早在2000年就已經存在，歌詞記下外公外婆對因戰爭而離開的兒時故里回憶，還有與外公外婆相伴的兒時記憶。這首歌曾多次在演出現場以民謠吉他彈唱過，但始終沒有錄製發表，此次託付好朋友黃小楨製作，將〈外婆橋〉作為外公離世二十週年的紀念。
同年5月，發行第三首單曲〈蘚的歌唱〉，安溥親自操刀編曲與製作，以「蘚」的蔓延與擴張比喻「人心滋長的恐懼」，是對於人類的反思與批判，並且是出自她看待國際時事的感想，歌曲富含政治隱喻。新歌宣傳還特別邀請好友吴青峰、知名 DJ 王福怡、網紅視網膜，分別獻聲錄製 NG 廣告詞，單曲又與HTC 的 VR 團隊 「VIVE ORIGINALS」，以及視覺特效團隊「Hi-Organic」合作推出了融合VR、AR 的互動音樂作品《蘚的歌唱》，並在高雄大魯閣草衙道與臺北信義劇場Legacy Max先後推出虛擬體驗展覽。
2022年，發行第五張專輯《9522》 ，以「安溥」名義睽違十年所推出的新作，其中收錄的16首作品皆始於1995年安溥14歲至17歲青春期寫下但未能發表的詞曲手稿，有些至今一字未改，有些經過更多歷練反覆改寫十幾版才定稿，安溥透露想用此刻已是女人的人生感悟，把27年前的這些歌做出來，因此製作人找來關係緊密的多年好友黃小楨與何欣穗共同擔任。8月，安溥在音樂串流平台Spotify「EQUAL Global Music Program」企劃中，獲選為該月份的台灣代表，肖像登在美國紐約時報廣場屏幕上，並在12月24、25日於臺北小巨蛋舉行to ebb 2022潮水箴言演唱會。
2023年，原定3月4日於高雄巨蛋舉行的潮水箴言演唱會，因安溥椎間盤突出壓迫神經造成手部無法自主活動須緊急住院開刀，演唱會前一周主辦方宣布延期，後續因與場地方協調未達成共識宣布演出取消。同年8月，展開全新巡演《安溥·時寐》巡迴演唱會，由恩師李壽全擔任音樂總監並先後於5日、12日唱進臺北流行音樂中心與高雄流行音樂中心。

## 家庭背景
- 父親焦仁和，曾任海基會副董事長兼秘書長、中華民國行政院僑務委員會委員長等官職。
- 母親談海珠，是前國立台北教育大學（前身為國立台北師範學院）語文教育學系系主任，中華民國婦女聯合會委員。
  - 外公談龍濱，曾任總統府編審，國史館處長、主任祕書[30]，工於楷書。
- 兄長焦元溥，為古典音樂評論家。妹妹焦慈溥。
- 育有一子。小孩父親是動畫影像工作室「有機像素Hi-Organic」創辦人、導演蘇柏維。2019年3月27日凌晨，安溥向訂閱官方電子報的歌迷致以電子郵件，公開懷孕消息，二人在當年父親節之際登記結婚；2022年1月18日，於演唱會上宣布已離婚。

## 社會議題參與

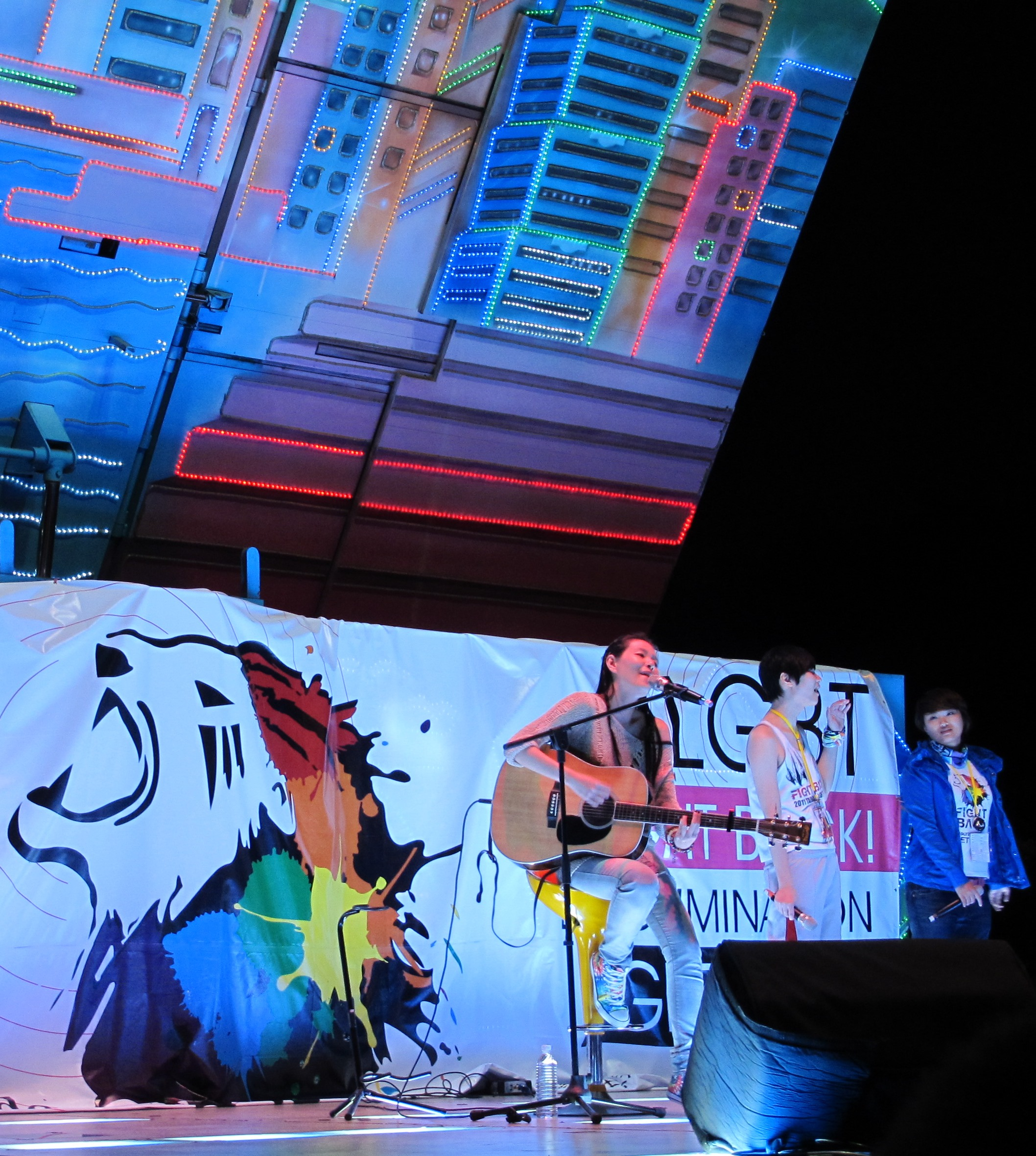
2011年演唱會舞臺

張懸熱心關注社會運動，2012年《神的遊戲》專輯第一曲〈玫瑰色的你〉便是獻給社運人士。她長期積極參與生態環境、婚姻平權等議題，曾聲援中部科學工業園區搶農民用水、反核四運動。2016年，她前往立法院司法及法制委員會為民法修正公聽會作演講，隨後舉辦數十場公民對談活動，傾力為婚姻平權推動社會溝通。

### 擔任彩虹大使
2011年10月，過去媒體曾多次揣測和追問張懸有關性向的問題，張懸的回應如「不刻意壓抑性傾向，能夠認同自己、愛自己，才是生活最基本的需求」、「談感情，是看對象，不是看性別」、「不管被異性或同性喜歡，都是值得開心的事」，不刻意撇清或與同志保持距離，更不趁機炒作，大方、堅定表達同理與友愛的態度，讓同志相當感動，也堪稱公眾人物友善言論的最佳示範。張懸在10月29日遊行當天現身終點舞台，用歌聲唱出對同志的祝福。

### 聲援中國大陸烏坎村民
2011年12月，中華人民共和國廣東省汕尾市烏坎村爆發因土地買賣糾紛，當地村民組織大規模示威遊行，並成立民主自治政府，引發中共當局調集大批軍警干預，是為烏坎村事件。張懸當即在豆瓣网、臉書上連續發表文章，聲援烏坎村民，並要求歌迷不要顧慮她的個人演唱事業，而盡一切可能守護社會正義。

### 聲援黃春明
2012年4月5日，成大台文所副教授蔣為文控告作家黃春明公然侮辱，張懸在臉書網誌發起募集一萬張大家上傳的一塊錢照片，以「表達認同並支持黃春明老師不應付出罰鍰的人的存在」。

### 反美麗灣開發案
2012年7月前往臺東參與反美麗灣音樂會演出，並持續呼籲民眾共同守護自然美景，反對大型開發案。她說：「台灣有許多環境根本不需要開發，反而需要政府大力維護。」「台灣許多開發案與美麗灣相似，都隱藏著龐大問題，其實台灣並非缺乏資源，人類應該與環境和諧相處。再多開發，都比不上真正為當地居民及環境做妥善規劃。」「所有的專業都比不過一個良心，環評委員要做的是付出良心，做出公正結果。」

### 支持反媒體壟斷運動
張懸多次明確表達反對旺旺中時併購中嘉案、壹傳媒併購案，支持反媒體壟斷運動。2012年8月5日，張懸在臺中勤美誠品，與專輯同名之《神的遊戲》演唱會演唱安可曲〈城市〉之後，發表了一段對於「旺中事件」的演說，其中強調：「新聞媒體的自由，其實在於群眾的選擇上面……重要其實是我們要做出是我們自己群眾的選擇跟示範。讓NCC的各式各樣的審查制度，可以因為看見民意的訴求，而真的被迫導向一個比較健全而且比較審慎，而且不能夠再輕易地私相授受，回到一個正常的管道上面，這樣國家機制才能夠真正的運作，而不是空有其名」、「通常控制我們的，其實是財團跟超級企業，每一個人其實都是在某一個機制下面被運作，被要求服務與工作……，如果有五十個、五百個歌手跟我一樣，歌手就是不會因為這樣的言論被封殺的，就是沒有封殺這件事情了……。付出你們的選擇跟聲音，千萬不要流於意識形態的鬥爭…….，更重要的，其實是我們在尊重每一個在努力的記者背後，我們其實反過來用民眾的身份，要去維護新聞媒體文化的自由與健全，這樣所有的新聞媒體工作者，也才能回覆給我們更好的節目、更好的報導，跟一個真正宏觀而且公平的報導立場。」

### 聲援馬來西亞人民選舉
2013年5月，馬來西亞在野黨人民聯盟譴責執政黨國民陣線在2013年大選中做票舞弊，多位歌手和藝人紛紛聲援大馬人民，張懸也在臉書將檔案照換成全黑圖像、表明願和大馬人站在一起，她留言「請關注馬來西亞，他們需要國際支持」並呼籲別放棄。

### 聲援太陽花學運
2014年3月18日，兩百多名學生為抗議國民黨在《兩岸服務貿易協議》未經逐條審查的情況下強行將之送立法院存查，當晚9時多衝破立院大門攻佔議場，引起各界注目。對此，張懸旋即在臉書發文呼籲大家「不要放棄參與了解公民議題的權利與機會」，並低調前往現場關切情況。十小時後，張懸再度針對太陽花學運於臉書發表意見，希望更多人能了解服貿爭議，並以具體行動改變台灣政治長久以來的積弊與問題，不到一小時即獲得上萬名網友按讚支持。

### 聲援香港雨傘革命
張懸在臉書發表貼文，公開力挺「七一遊行」結束後的佔領行動，她寫道：「不要被安撫，不要放棄。這不是香港一地正在發生的改變，這世界正在改變！」張懸也表示，改變時局很難，「但至少我們的作為與覺醒讓我們不再苟安於悲哀。」張懸肯定佔領行動獲得網友支持，發文不到20分鐘，就吸引逾4700名網友按讚，大家也紛紛祝福香港、為香港民主加油，而張懸之後更再度發文寫道：「當我們的意念集結起來，人的血肉之軀雖然依舊脆弱，但我們互相分享並一起存在的意念是殺不死的。」再次祝福香港人民。

### 出席婚姻平權公聽會
2016年11月28日安溥受邀出席由立法院司法及法制委員會舉辦的第2場「同性婚姻法制化」公聽會。她表示「我今天其實不為自己而來，我為了所有我認識的人而來；我所有認識的人還包括我渴望在生命中以後還要遇見的人」。並表示如果大家要看待真正的法律，就要接受眼前神聖的《民法》它應該要被觸碰與挑戰；且「它不是高高在上舉著旗幟，它也不是我們基本上可以拿著匾額砸破別人的頭只因為我們用傳統文化或道德去定義過別人」、「大家永遠要拿道德修繕自己看待世界的觀點」。長達12分鐘發言完畢前還引用美國聯邦最高法院名言強調：「雖然法律難以改變人們的偏見，但是法律不可以為偏見服務，更不可以使人們的偏見因法律直接或間接地產生力量。」

### 舉辦公民對談系列活動
在出席完立法院公聽會後，安溥以個人名義於2016年12月發起名為「公民對談」共32場的系列活動，以「問題回答問題」的方式與現場民眾拋接觀點、進行思辨。對談內容囊括政治、教育、法律、媒體、人權與婚姻平權等各式各樣的主題，對談地點佈及高中、大學、書店、咖啡店、公園等地。在32場公民對談活動落幕後、於2017年3月5日邀請多個團體與民眾再次進行對話，並分享她在32場活動裡的實作經驗，現場進行交流。
| 場次 | 年份 | 日期  | 地區 | 地點             | 備註                    |
| ---- | ---- | ----- | ---- | ---------------- | ----------------------- |
| 1    | 2016 | 12/19 | 臺北 | 女巫店           |                         |
| 2    | 2016 | 12/20 | 臺北 | 女巫店           |                         |
| 3    | 2016 | 12/21 | 臺北 | 女巫店           |                         |
| 4    | 2016 | 12/23 | 臺北 | 國立臺灣師範大學 | @師大性壇               |
| 5    | 2016 | 12/26 | 臺北 | 女巫店           |                         |
| 6    | 2016 | 12/27 | 臺北 | 女巫店           |                         |
| 7    | 2016 | 12/28 | 臺北 | 女巫店           |                         |
| 8    | 2016 | 12/30 | 臺中 | 新手書店         |                         |
| 9    | 2016 | 12/30 | 臺中 | 勤美誠品柚子樹   |                         |
| 10   | 2016 | 12/31 | 臺南 | 水萍塭公園       |                         |
| 11   | 2017 | 1/3   | 臺北 | 國立臺灣藝術大學 | @學生會                 |
| 12   | 2017 | 1/4   | 臺北 | 中山女高         | @中山思潮               |
| 13   | 2017 | 1/4   | 臺北 | 女巫店           |                         |
| 14   | 2017 | 1/6   | 花蓮 | 國立東華大學     |                         |
| 15   | 2017 | 1/6   | 宜蘭 | 松園小屋         |                         |
| 16   | 2017 | 1/9   | 臺北 | 中正高中         |                         |
| 17   | 2017 | 1/9   | 臺北 | 國立臺灣科技大學 |                         |
| 18   | 2017 | 1/11  | 新北 | 新莊高中         |                         |
| 19   | 2017 | 1/11  | 臺北 | 女巫店           |                         |
| 20   | 2017 | 1/13  | 高雄 | 參捌旅居         |                         |
| 21   | 2017 | 1/13  | 高雄 | 愛教會           | @為愛而生聯盟           |
| 22   | 2017 | 1/14  | 高雄 | 高雄醫學大學     |                         |
| 23   | 2017 | 1/18  | 花蓮 | 美琴之友協會     |                         |
| 24   | 2017 | 1/19  | 臺北 | 國立臺灣大學     | @法律系                 |
| 25   | 2017 | 1/20  | 臺北 | 東吳大學         |                         |
| 26   | 2017 | 1/21  | 臺東 | 晃晃書店         |                         |
| 27   | 2017 | 1/22  | 基隆 | 金豆咖啡         | @基隆青年陣線           |
| 28   | 2017 | 1/23  | 臺北 | 報導者新聞編輯室 |                         |
| 29   | 2017 | 1/23  | 臺北 | HP/HPE辦公室     |                         |
| 30   | 2017 | 1/24  | 臺北 | 不只是圖書館     |                         |
| 31   | 2017 | 1/24  | 臺北 | 櫞椛文庫         |                         |
| 32   | 2017 | 1/25  | 臺北 | 女巫店           |                         |
| 33   | 2017 | 3/5   | 臺北 | 華山 Legacy      | 公民對談經驗分享@報導者 |

## 爭議

### 英國演唱會國旗事件
2013年11月2日，張懸於英國曼徹斯特大學演唱會上接過並展開臺灣留學生所拿的國旗，並向現場歌迷介紹自己的國家，途中有位中國大陸留學生喊「No politics today」（今天不談政治），張懸在唱完一首歌之后，停下來並試圖對話：“这句话应该是从电视上学来的吧？或是电影上面？就是这样讲，好像很有风度或是仿佛很了这个状况这样子，对，就是，I know I know。”……「It's just flag presenting where these students and I are from.」（這只是一面旗幟，說明我和這群學生來自哪裡）"……Yeah, but if you want to tell me why you, you can tell, I’m always listening"。（但是如果您想告诉我你为什么（这样做），你可以说，我一直在听。）然而张悬在台上用麦克风进行了7分钟的不间断演讲。後來這位留學生於豆瓣表示當時的不滿情緒，並誤認中華民國國旗為獨立旗幟引起許多風波，張懸並後於Facebook專頁撰文。強調不偏袒、不避談特定政治立場，並以加強對話為主軸的聲明，隨後在網路上引起討論。

#### 政府與政治人物反應
中華民國官員、執政及在野黨均表示支持：
- 陸委會主委王郁琦稱讚張懸應對「蠻可愛」、「很得體」、「沒有問題」，認為大部分台灣留學生或曾留學過的人，都會想把自己的家鄉介紹給外國人。他說若因事件影響張懸未來的演唱會，是令人遺憾的事情，「會蠻心痛的。」
- 時任執政黨国民党籍立法委员吴育昇认为，张悬的表现不影响两岸一中各表，但有鑑於张惠妹当年唱国歌遭对岸封杀数年一事，他表示「擔心中國共產黨...北京當局，我擔心中國的好事之徒可能會去卡張懸的演唱會。在民進黨執政的陳總統時代，中國政府卡住張惠妹，其實我們台灣的人民也不舒服，我是國民黨黨員，陳總統是民進黨黨員，但是我們希望台灣的歌手跨黨派。」
  - 吳還建议陸委會及外交部表扬做国民外交、文化外交的张悬；王郁琦面對朝野立委一致要求「避免让她（张悬）遭受对岸打压」時回應，会全力和陆方进行沟通，希望陸方不要泛政治化，或對張懸有不公平對待，让对方了解这是两岸年轻人互动時可能遇到的情形，双方应互相体谅、包容。[51][52][53]
- 在野的民主進步黨青年部表示：在任何場合自我介紹、介紹屬於自己國家的國旗，「本來就是再普通不過的事」，演唱會目的本該是單純分享音樂創作，卻因為中國大陸籍學生本身的意識形態，而引發強烈風波，台下人士雖然說no politics，但其所言本身就是政治凌駕藝術創作的行為，先前也曾有頒獎場合遭中國大陸籍人士搶奪台灣國旗的例子，這類事情會屢屢發生最根本的原因在於「欠缺理性與同理心」。[54]

- 11月7日，中國大陸國台辦發言人范麗青說：「我們希望兩岸同胞，特別是青年一代多接觸，多交流，增進相互了解和感情，加強中華民族認同，共同為民族的偉大復興而努力。」[55]

#### 民眾反應
台灣網友支持張懸，「正好給大陸留學生們上一課，認識一下這自由台灣的旗幟」。臺灣不少歌迷、民眾力挺張懸的行動。有近七萬名用户點讚與分享她在Facebook上的留言，將她視為「英雄」。《台灣醒報》也稱讚張懸為個人認同的信念勇敢發言。张悬经纪人玉青回应称张悬当时只为安抚留学生的思乡之情。

#### 家人反應
張懸的父親焦仁和出面力挺女兒，強調張懸一向關懷社會，獨立思考，他尊重與支持女兒的發言和決定。 母親談海珠也認為張懸做得沒錯，更不擔心中國大陆封殺，她說來日方長，女兒到哪裡都可以演唱。哥哥樂評人焦元溥則說：張老闆脾氣實在很好呀！張懸對整個事件處理得很好，不覺得張懸會擔心以後不能去中國大陆演出，「要擔心什麼呢？反而是那邊的歌迷要擔心她不去吧？」如果那邊的歌迷都不理性，她也無所謂要不要去，如果有很多歌迷期待她去，她卻不能去，是誰的損失呢？恐怕「是他們的損失」。

#### 網路評論員爭議
7日，有中國大陸網友貼出一些證據，指控有關部門從6日起出現「有組織、有指揮地大軍團」，按照已被曝光的「網評員工作守則」，利用「定時隱現式頂置評論」等後台權限專用功能，在張懸微博圍攻謾罵。網友雖紛紛加入討論，中央通訊社記者也實際操作，但無論如何留言，最頂端的永遠是一些謾罵。這位網友說「五毛指揮員在後台直接控制，可能連管理員都干涉不了」。

#### 媒體評論
11月8日，BBC中文網引述中共《人民日報》旗下《環球時報》評論員文章稱，幾乎所有接受該報採訪的中國學者都表示，「不希望張懸演唱會風波上升為政治事件」。
11月11日，中國時報刊載一位中國大陸留臺學生的投書，卻被網友抓包、指控報章內容與原文大相逕庭，遭竄改、添加其他文字，甚至直接加上「可以說，秀國旗是她的慣用伎倆」等字句，引發網友批評從原來的理性對話，被竄改成偏激文。
中國時報則強調，2013年11月9日接獲到陸生邵磊的來函投書，內容約1000字，該報僅改動標題（原題為「陸生眼中的張懸秀旗事件」）於11日言論廣場刊出原文，並未對內文做出任何刪減及添潤之處，隔天卻有署名「5566」的人士在網路媒體「WE TALK」貼文刊出「中國時報無恥超譯陸生投書」，自稱閱讀了陸生的原文，指控該報「故意刪減」、「加油添醋」，並有網友留言附和對該報做出謾罵詆毀言論。該報表示，「相關貼文未向本報及原作者查證，逕自對本報做出無端的不實指控與詆譭」，該報已於14日下午由主筆室代表檢具相關不實指控及詆毀言論等事證，向台北市刑警大隊正式提出告訴。
另原作者邵磊2013年11月11日在其臉書表示，提供給中時之文章確實為1000字版本，並非其發表於臉書的2000字版本。

#### 北京演唱会宣佈延期
11月14日，张悬经纪人蔡玉青在Facebook與微博宣布，张悬原定于2013年12月30日在北京举办的《潮水箴言》演唱会将延期，并称“希望这只是一个短暂的顿号，未来可以很快地接续完成回馈乐迷的心愿。”。

#### 後續發展
11月15日，張懸抵達臺東擔任反核好友巴奈·庫穗舉辦的「給孩子，非核家園巡迴演唱會」的壓軸來賓。16日，張懸在鐵花村鐵道藝術村舉辦回臺後第一場小型公開演唱會，全場吸引上千觀眾力挺，支持「做自己的張懸」，部分歌迷還揮舞國旗或戴國旗帽表達支持。張懸則提醒歌迷記住對土地的思考。
12月，張懸接受專訪時樂觀地說：「世界很大，我還是每天幸福生活著，無論受到讚美或批評，我都不會避諱去談（國旗事件）。...我認為音樂可以是珍珠或殘渣，但不能只在無塵的玻璃屋裡供觀賞，打開了就灰飛煙滅。」她會在音樂中潛移傳達她所關注的社會運動與議題，她認為這樣音樂的價值才可貴，要用自己的觀念去對抗時代。

### 酒後駕車
2016年5月10日凌晨3點50分，張懸在錢櫃KTV飲酒後，駕車行經台北市松江路、民生東路口時遭到酒測臨檢，測試後發現濃度值約0.30毫克，被依公共危險罪嫌依法送辦。6月4日，檢方考量她認罪配合警方，且沒有酒後駕車前科，給予她緩起訴處分，為期1年，但須支付國庫4萬元緩起訴金。隨後酒駕事件在6月間被報導出來，由於從事事業帶有公眾人物身份特徵，加上作為官員子女，引發社會譁然，她本人則於當天在臉書發表文章稱，違法為真，未來會好好交代往後事項，不希望引起過度臆測與揣摩。張懸自述「不辯解」、不願「只是對大眾道歉」，並表達其「選擇的負責方式」，讓已購票的聽眾可以全額退費。

### 祝福中華人民共和國國慶
2024年10月1日晚10時01分，張懸所屬的經紀公司「聯成娛樂」在微博上發表張懸親筆字，寫著「祝福新中國成立七十五週年，人民和睦、萬里皆安」，並署名「安溥祝福」，祝賀中華人民共和國國慶節。此事在香港、臺灣等地引起部分輿論失望與批評。

## 音樂作品

### 正規專輯
| 年份 | 專輯名稱 |
| ---- | --- |
| 2005 | 《Maybe I Don't Care》 - 3月31日獨立發行 - 女巫店現場表演時贈送給現場聽眾的限量專輯150張                                                                                          |
| 2006 | 《My Life Will...》 - 6月9日由SonyBMG發行 - 碟內大部份歌曲已於五年前錄下 |
| 2007 | 《親愛的...我還不知道》 - 7月20日由SonyBMG發行 - 全碟曲詞皆以本名焦安溥發表 |
| 2009 | 《城市》 - 5月22日由台灣索尼音樂娛樂發行（台灣） - 5月25日由台灣索尼音樂娛樂發行（中國大陆） - 首度以樂團Algae為名發片 - 第九首曲目〈Love, New Year〉曾於2008年12月以單曲形式發售 |
| 2012 | 《神的遊戲》 - 8月11日由台灣索尼音樂娛樂發行 - 全碟曲詞皆以本名焦安溥發表 |
| 2022 | 《9522》 - 數位專輯10月14日、實體專輯12月19日 |

### 實況專輯
| 年份 | 專輯名稱                                               |
| ---- | ------------------------------------------------------ |
| 2018 | 《煉雲》 - 12月24日由牡蠣音樂發行 - 煉雲演唱會現場錄音 |

### 單曲/EP
| 年份 | 日期  | 名稱               | 發行                 | 備注                                                                                                |
| ---- | ----- | ------------------ | -------------------- | --------------------------------------------------------------------------------------------------- |
| 2007 | 06/08 | 《寶貝 in life》   | SonyBMG              | 《My Life Will...》預購贈品                                                                         |
| 2008 | 12/19 | 《Love, New Year》 | SonyBMG              | 以卡片形式發行，限量五千張 - 全部收入捐助給財團法人至善社會福利基金會與財團法人喜憨兒社會福利基金會 |
| 2019 | 09/11 | 《ZOEA》           | 牡蠣造音（數位發行） | |
| 2020 | 01/17 | 《外婆橋》         | 牡蠣造音（數位發行） | 另有出版限量卡帶，於2020年8月1日限量售賣300捲                                                       |
| 2020 | 05/29 | 《蘚的歌唱》       | 牡蠣造音（數位發行） | |

### 原聲帶
| 時間       | 電影名稱／歌名                                                  |
| ---------- | --------------------------------------------------------------- |
| 2005年9月  | 《經過》電影原聲帶主題曲：〈微光〉（演唱）                      |
| 2008年8月  | 《花吃了那女孩》電影原聲帶插曲：〈Triste〉（演唱／創作）        |
| 2010年2月  | 《艋舺》電影原聲帶插曲：〈我想妳要走了〉（演唱／創作）          |
| 2020年12月 | 公視《返校》影集最終回片尾曲：〈Angel Falling to Hell〉（演唱） |
| 2025年1月  | 《女兒的女兒》電影主題曲：〈妳怎麼想〉（演唱／創作）            |

### 參與合輯
| 時間       | 合輯名稱／歌名                                                 |
| ---------- | -------------------------------------------------------------- |
| 2004年7月  | 《海洋音樂祭合輯》（as Mango Runs）收錄歌曲：〈畢竟〉〈 並不〉 |
| 2007年11月 | 《2008 FUTURE MAKER 記事本》收錄歌曲：〈自由〉                 |
| 2008年4月  | 《甜蜜的負荷：吳晟詩．歌》收錄歌曲：〈我不和你談論〉           |

### 詞曲創作
| 發表年份 | 發表人       | 歌曲                                         | 詞 | 曲 | 專輯                       | 備註                                                                                     |
| -------- | ------------ | -------------------------------------------- | -- | -- | -------------------------- | ---------------------------------------------------------------------------------------- |
| 2001     | 黃乙玲       | 你的新衫                                     |    |    | 海波浪                     |                                                                                          |
| 2002     | 蕭瀟         | 沒有寄的信                                   |    |    | Beautiful Angel            | 後收錄於2022專輯《9522》                                                                 |
| 2002     | 蕭瀟         | 白吃白喝                                     |    |    | Beautiful Angel            | 後收錄於2022專輯《9522》                                                                 |
| 2002     | 蕭瀟         | 直到最後那天                                 |    |    | Beautiful Angel            |                                                                                          |
| 2006     | 張懸         | Scream                                       |    |    | My Life Will...            |                                                                                          |
| 2006     | 張懸         | 寶貝（in the night）                         |    |    | My Life Will...            | 入圍第18屆金曲獎最佳年度歌曲獎 入圍第18屆金曲獎最佳作詞人獎 入圍第18屆金曲獎最佳作曲人獎 |
| 2006     | 張懸         | 迷惑                                         |    |    | My Life Will...            |                                                                                          |
| 2006     | 張懸         | So?!...                                      |    |    | My Life Will...            |                                                                                          |
| 2006     | 張懸         | Ain't My Man                                 |    |    | My Life Will...            |                                                                                          |
| 2006     | 張懸         | My Life Will                                 |    |    | My Life Will...            |                                                                                          |
| 2006     | 張懸         | Live酒館300秒                                |    |    | My Life Will...            |                                                                                          |
| 2006     | 張懸         | 信任的樣子                                   |    |    | My Life Will...            |                                                                                          |
| 2006     | 張懸         | 無狀態                                       |    |    | My Life Will...            |                                                                                          |
| 2006     | 張懸         | Malaimo                                      |    |    | My Life Will...            |                                                                                          |
| 2006     | 張懸         | 寶貝（in a day）                             |    |    | My Life Will...            |                                                                                          |
| 2007     | 張懸         | 畢竟                                         |    |    | 親愛的...我還不知道        | 入圍第19屆金曲獎最佳作詞人獎                                                             |
| 2007     | 張懸         | 嫁禍進行式                                   |    |    | 親愛的...我還不知道        |                                                                                          |
| 2007     | 張懸         | 喜歡                                         |    |    | 親愛的...我還不知道        |                                                                                          |
| 2007     | 張懸         | 親愛的                                       |    |    | 親愛的...我還不知道        |                                                                                          |
| 2007     | 張懸         | Gonna Stop                                   |    |    | 親愛的...我還不知道        |                                                                                          |
| 2007     | 張懸         | 兒歌                                         |    |    | 親愛的...我還不知道        |                                                                                          |
| 2007     | 張懸         | 模樣                                         |    |    | 親愛的...我還不知道        |                                                                                          |
| 2007     | 張懸         | 討人厭的字                                   |    |    | 親愛的...我還不知道        |                                                                                          |
| 2007     | 張懸         | 欲望把眼前的地板鋪滿                         |    |    | 親愛的...我還不知道        |                                                                                          |
| 2007     | 張懸         | Outro                                        |    |    | 親愛的...我還不知道        |                                                                                          |
| 2007     | 張懸         | 並不                                         |    |    | 親愛的...我還不知道        |                                                                                          |
| 2008     | 吳晟         | 我不和你談論                                 |    |    | 甜蜜的負荷:吳晟 詩.誦      |                                                                                          |
| 2008     | 張懸         | triste                                       |    |    | 花吃了那女孩電影原聲帶     | 後收錄於2012專輯《神的遊戲》                                                             |
| 2009     | 張懸         | 關於我愛你                                   |    |    | 城市                       |                                                                                          |
| 2009     | 張懸         | Beautiful Woman                              |    |    | 城市                       |                                                                                          |
| 2009     | 張懸         | Selling                                      |    |    | 城市                       |                                                                                          |
| 2009     | 張懸         | 南國的孩子                                   |    |    | 城市                       |                                                                                          |
| 2009     | 張懸         | 島嶼雲煙                                     |    |    | 城市                       |                                                                                          |
| 2009     | 張懸         | 就在                                         |    |    | 城市                       |                                                                                          |
| 2009     | 張懸         | Stay – 牡蠣之歌                              |    |    | 城市                       |                                                                                          |
| 2009     | 張懸         | 城市                                         |    |    | 城市                       |                                                                                          |
| 2009     | 張懸         | Love, New Year.                              |    |    | 城市                       |                                                                                          |
| 2009     | 張懸         | 巷口                                         |    |    | 城市                       |                                                                                          |
| 2010     | 張懸         | 我想你要走了                                 |    |    | 艋舺電影原聲帶             | 入圍第22屆金曲獎最佳作曲人獎 後收錄於2012專輯《神的遊戲》                                |
| 2011     | 田馥甄       | 請你給我好一點的情敵                         |    |    | My Love                    | 入圍第23屆金曲獎最佳作曲人獎                                                             |
| 2011     | 大支、張懸   | 不滅                                         |    |    | 人                         | 與大支共同創作                                                                           |
| 2011     | 陳昇         | 老情歌                                       |    |    | 流浪日記二部曲: 家在北極村 | 詞與陳昇合寫                                                                             |
| 2012     | 張懸         | 玫瑰色的你                                   |    |    | 神的遊戲                   | 入圍第24屆金曲獎最佳年度歌曲獎 獲得第24屆金曲獎最佳作詞人獎                              |
| 2012     | 張懸         | 瘋狂的陽光                                   |    |    | 神的遊戲                   |                                                                                          |
| 2012     | 張懸         | 藍天白雲                                     |    |    | 神的遊戲                   |                                                                                          |
| 2012     | 張懸         | 兩者                                         |    |    | 神的遊戲                   |                                                                                          |
| 2012     | 張懸         | 如何                                         |    |    | 神的遊戲                   |                                                                                          |
| 2012     | 張懸         | 危險的，是                                   |    |    | 神的遊戲                   |                                                                                          |
| 2012     | 張懸         | 艷火                                         |    |    | 神的遊戲                   |                                                                                          |
| 2012     | 張懸         | 日子                                         |    |    | 神的遊戲                   |                                                                                          |
| 2013     | 陳珊妮、張懸 | Dear You and The Boy                         |    |    | 低調人生                   |                                                                                          |
| 2019     | 安溥         | ZOEA                                         |    |    | 不適用                     | 音樂影像三部曲                                                                           |
| 2020     | 安溥         | 外婆橋                                       |    |    | 不適用                     | 音樂影像三部曲                                                                           |
| 2020     | 安溥         | 蘚的歌唱                                     |    |    | 不適用                     | 音樂影像三部曲                                                                           |
| 2022     | 安溥         | idiot                                        |    |    | 9522                       |                                                                                          |
| 2022     | 安溥         | silence of desire                            |    |    | 9522                       | 詞與黃小楨、何欣穗合寫                                                                   |
| 2022     | 安溥         | 李小龍                                       |    |    | 9522                       |                                                                                          |
| 2022     | 安溥         | Miss missed Love                             |    |    | 9522                       |                                                                                          |
| 2022     | 安溥         | 說說罷了                                     |    |    | 9522                       |                                                                                          |
| 2022     | 安溥         | train to heaven                              |    |    | 9522                       |                                                                                          |
| 2022     | 安溥         | 深夜，you were on my mind                    |    |    | 9522                       |                                                                                          |
| 2022     | 安溥         | 這世界如此美好                               |    |    | 9522                       |                                                                                          |
| 2022     | 安溥         | deserts ride                                 |    |    | 9522                       |                                                                                          |
| 2022     | 安溥         | 女仞之詩                                     |    |    | 9522                       |                                                                                          |
| 2022     | 安溥         | 不識相                                       |    |    | 9522                       |                                                                                          |
| 2022     | 安溥         | 最好的時光                                   |    |    | 9522                       | 獲得第34屆金曲獎年度歌曲獎                                                               |
| 2022     | 安溥         | 天高地闊                                     |    |    | 9522                       |                                                                                          |
| 2022     | 安溥         | train to heaven (original vocal track, 1999) |    |    | 9522                       |                                                                                          |
| 2024     | 安溥         | 妳怎麼想                                     |    |    | 不適用                     | 電影《女兒的女兒》主題曲 入圍第61屆金馬獎最佳原創電影歌曲                                |

## 旁白作品

### 旁白
| 年份   | 名稱             | 類型       | 備註   |
| ------ | ---------------- | ---------- | ------ |
| 2021年 | 第32屆金曲獎     | 頒獎典禮   | [ 87 ] |
| 2023年 | 《消失的紫斑蝶》 | 生態紀錄片 | [ 88 ] |
| 2024年 | 《勇闖天際線》   | 生態紀錄片 | [ 89 ] |

## 獎項

#### 金曲獎
| 年份 | 獎項名稱     | 提名獎項         | 提名                     | 結果 |
| ---- | ------------ | ---------------- | ------------------------ | ---- |
| 2007 | 第18屆金曲獎 | 最佳國語專輯獎   | 《My Life Will…》        | 提名 |
| 2007 | 第18屆金曲獎 | 最佳年度歌曲獎   | 〈寶貝（in the night）〉 | 提名 |
| 2007 | 第18屆金曲獎 | 最佳作詞人獎     | 〈寶貝（in the night）〉 | 提名 |
| 2007 | 第18屆金曲獎 | 最佳作曲人獎     | 〈寶貝（in the night）〉 | 提名 |
| 2008 | 第19屆金曲獎 | 最佳作詞人獎     | 〈畢竟〉                 | 提名 |
| 2010 | 第21屆金曲獎 | 最佳國語女歌手獎 | 《城市》                 | 提名 |
| 2011 | 第22屆金曲獎 | 最佳作曲人獎     | 〈我想你要走了〉         | 提名 |
| 2012 | 第23屆金曲獎 | 最佳作曲人獎     | 〈請你給我好一點的情敵〉 | 提名 |
| 2013 | 第24屆金曲獎 | 最佳年度歌曲獎   | 〈玫瑰色的你〉           | 提名 |
| 2013 | 第24屆金曲獎 | 最佳作詞人獎     | 〈玫瑰色的你〉           | 獲獎 |
| 2020 | 第31屆金曲獎 | 最佳音樂錄影帶獎 | 有機像素〈ZOEA〉         | 提名 |
| 2023 | 第34屆金曲獎 | 年度歌曲獎       | 〈最好的時光〉           | 獲獎 |

#### 金馬獎
| 年份 | 獎項名稱     | 提名獎項         | 提名                       | 結果 |
| ---- | ------------ | ---------------- | -------------------------- | ---- |
| 2024 | 第61屆金馬獎 | 最佳原創電影歌曲 | 〈妳怎麼想〉《女兒的女兒》 | 提名 |

#### 中華音樂人交流協會
| 年份 | 獎項名稱                         | 作品名稱                 |
| ---- | -------------------------------- | ------------------------ |
| 2007 | 第10屆中華音樂人交流協會十大單曲 | 〈寶貝（in the night）〉 |
| 2007 | 第10屆中華音樂人交流協會十大專輯 | 《My Life Will...》      |
| 2008 | 第11屆中華音樂人交流協會十大單曲 | 〈模樣〉                 |
| 2010 | 第13屆中華音樂人交流協會十大單曲 | 〈南國的孩子〉           |
| 2010 | 第13屆中華音樂人交流協會十大專輯 | 《城市》                 |
| 2013 | 第16屆中華音樂人交流協會十大單曲 | 〈玫瑰色的你〉           |

#### 音樂風雲榜
| 年份 | 獎項名稱         | 提名獎項           | 提名                    | 結果 |
| ---- | ---------------- | ------------------ | ----------------------- | ---- |
| 2008 | 第8屆音樂風雲榜  | 最佳歌曲（港台）   | 〈模樣〉                | 提名 |
| 2008 | 第8屆音樂風雲榜  | 最佳歌曲（港台）   | 〈討人厭的字〉          | 提名 |
| 2008 | 第8屆音樂風雲榜  | 最佳歌曲（港台）   | 〈喜歡〉                | 提名 |
| 2008 | 第8屆音樂風雲榜  | 最佳專輯（港台）   | 《親愛的...我還不知道》 | 提名 |
| 2008 | 第8屆音樂風雲榜  | 最佳女歌手（港台） | 《親愛的...我還不知道》 | 提名 |
| 2008 | 第8屆音樂風雲榜  | 最佳唱作人（港台） | 《親愛的...我還不知道》 | 提名 |
| 2008 | 第8屆音樂風雲榜  | 最佳製作人（港台） | 《親愛的...我還不知道》 | 提名 |
| 2008 | 第8屆音樂風雲榜  | 最佳作詞（港台）   | 〈討人厭的字〉          | 提名 |
| 2008 | 第8屆音樂風雲榜  | 最佳編曲（港台）   | 〈喜歡〉                | 提名 |
| 2010 | 第10屆音樂風雲榜 | 新勢力女歌手       | 不適用                  | 獲獎 |
| 2013 | 第13屆音樂風雲榜 | 最佳女歌手         | 《神的遊戲》            | 提名 |
| 2013 | 第13屆音樂風雲榜 | 最佳唱作人         | 《神的遊戲》            | 獲獎 |
| 2013 | 第13屆音樂風雲榜 | 最佳唱片企劃       | 《神的遊戲》            | 提名 |
| 2013 | 第13屆音樂風雲榜 | 最佳歌曲製作人     | 〈玫瑰色的你〉          | 獲獎 |
| 2013 | 第13屆音樂風雲榜 | 最佳作詞           | 〈玫瑰色的你〉          | 獲獎 |
| 2013 | 第13屆音樂風雲榜 | 最佳編曲           | 〈玫瑰色的你〉          | 提名 |
| 2013 | 第13屆音樂風雲榜 | 主席獎             | 《神的遊戲》            | 獲獎 |

#### 華語音樂傳媒大獎
| 年份 | 獎項名稱               | 提名獎項       | 提名                    | 結果 |
| ---- | ---------------------- | -------------- | ----------------------- | ---- |
| 2007 | 第7屆華語音樂傳媒大獎  | 最佳民謠藝人   | 《My Life Will...》     | 提名 |
| 2007 | 第7屆華語音樂傳媒大獎  | 最佳國語新人   | 《My Life Will...》     | 獲獎 |
| 2008 | 第8屆華語音樂傳媒大獎  | 最佳國語女歌手 | 《親愛的...我還不知道》 | 提名 |
| 2013 | 第13屆華語音樂傳媒大獎 | 最佳國語女歌手 | 《神的遊戲》            | 提名 |
| 2013 | 第13屆華語音樂傳媒大獎 | 最佳搖滾藝人   | 《神的遊戲》            | 提名 |
| 2013 | 第13屆華語音樂傳媒大獎 | 年度國語專輯   | 《神的遊戲》            | 提名 |
| 2013 | 第13屆華語音樂傳媒大獎 | 年度國語歌曲   | 〈玫瑰色的你〉          | 提名 |
| 2013 | 第13屆華語音樂傳媒大獎 | 最佳作詞人     | 〈玫瑰色的你〉          | 提名 |
| 2013 | 第13屆華語音樂傳媒大獎 | 最佳作曲人     | 〈玫瑰色的你〉          | 提名 |
| 2013 | 第13屆華語音樂傳媒大獎 | 最佳製作人     | 《神的遊戲》            | 提名 |
| 2013 | 第13屆華語音樂傳媒大獎 | 最佳錄音       | 《神的遊戲》            | 提名 |
| 2013 | 第13屆華語音樂傳媒大獎 | 評審團推薦獎   | 《神的遊戲》            | 獲獎 |

#### Hit FM年度十大專輯
| 年份 | 獎項名稱                | 作品名稱                |
| ---- | ----------------------- | ----------------------- |
| 2008 | Hit FM 2007年度十大專輯 | 《親愛的...我還不知道》 |
| 2010 | Hit FM 2009年度十大專輯 | 《城市》                |
| 2013 | Hit FM 2012年度十大專輯 | 《神的遊戲》            |
| 2023 | Hit FM 2022年度十大專輯 | 《9522》                |

#### 金音創作獎
| 年份 | 獎項名稱        | 提名獎項                       | 提名           | 結果 |
| ---- | --------------- | ------------------------------ | -------------- | ---- |
| 2010 | 第1屆金音創作獎 | 【不分類型獎項】最佳專輯獎     | 《城市》       | 提名 |
| 2010 | 第1屆金音創作獎 | 【不分類型獎項】最佳創作歌手獎 | 《城市》       | 獲獎 |
| 2010 | 第1屆金音創作獎 | 【類型音樂獎項】最佳搖滾專輯獎 | 《城市》       | 提名 |
| 2010 | 第1屆金音創作獎 | 【類型音樂獎項】最佳搖滾單曲獎 | 〈城市〉       | 獲獎 |
| 2010 | 第1屆金音創作獎 | 【類型音樂獎項】最佳民謠單曲獎 | 〈南國的孩子〉 | 提名 |
| 2013 | 第4屆金音創作獎 | 【不分類型獎項】最佳專輯獎     | 《神的遊戲》   | 提名 |
| 2013 | 第4屆金音創作獎 | 【不分類型獎項】最佳創作歌手獎 | 《神的遊戲》   | 提名 |
| 2013 | 第4屆金音創作獎 | 【類型音樂獎項】最佳搖滾專輯獎 | 《神的遊戲》   | 提名 |

#### Hito流行音樂獎
| 年份 | 獎項名稱             | 獲獎獎項      | 作品名稱            |
| ---- | -------------------- | ------------- | ------------------- |
| 2007 | 第5屆Hito流行音樂獎  | HITO 聲猛新人 | 《My Life Will...》 |
| 2007 | 第5屆Hito流行音樂獎  | DJ 最愛專輯   | 《My Life Will...》 |
| 2008 | 第6屆Hito流行音樂獎  | Hito 作詞人   | 〈喜歡〉            |
| 2013 | 第10屆Hito流行音樂獎 | DJ 最愛專輯   | 《神的遊戲》        |
| 2013 | 第10屆Hito流行音樂獎 | Hito 編曲人   | 〈玫瑰色的你〉      |
| 2023 | 第20屆Hito流行音樂獎 | Hito 作詞人   | 〈最好的時光〉      |

#### 浪潮音樂大賞
| 年份 | 獎項名稱          | 提名獎項     | 提名           | 結果 |
| ---- | ----------------- | ------------ | -------------- | ---- |
| 2023 | 第1屆浪潮音樂大賞 | 最佳民謠歌曲 | 〈最好的時光〉 | 提名 |

### 其他獎項
| 年份              | 獎項                          | 獎項                                                                  |
| ----------------- | ----------------------------- | --------------------------------------------------------------------- |
| 2002              | 第三屆海洋音樂祭              | - 獨立音樂大賞（Mango Runs） - 最佳人氣獎（Mango Runs）               |
| 2003              | 第十五屆CASH流行曲創作大賽    | - 冠軍：得獎歌曲《就在》                                              |
| 2007              |                               |                                                                       |
| 第二屆KKBOX風雲榜 | - 年度最佳新人                |                                                                       |
| 第二屆星光大典    | - 最佳風尚女歌手              |                                                                       |
| 2009              | 2009北京流行音樂頒獎典禮      | - 港台年度最佳創作歌手獎                                              |
| 2009              | 2009潮流盛典頒獎典禮          | - 年度進取榜樣港台人物 - 年度融合風格港台藝人                         |
| 2009              | 第七屆特步東南勁爆音樂榜      | - 勁爆港台最佳唱作歌手獎                                              |
| 2009              | 華語音樂傳媒大賞              | - 夏季十佳華語專輯第一位：《城市》                                    |
| 2013              | AMP Awards音樂推動者大獎      | - 年度最佳MV〈玫瑰色的你〉                                            |
| 2023              | 騰訊音樂浪潮20年200佳華語專輯 | - 2001-2010年100佳 《My Life Will...》 - 2011-2020年100佳《神的遊戲》 |
| 2023              | 第16屆 Freshmusic Awards      | - 年度金曲〈最好的時光〉                                              |

## 外部連結
- 安溥 anpu - 官方網站 （页面存档备份，存于）
- 安溥的Facebook專頁（英文）
- 安溥的Instagram帳戶
- 張懸行銷團隊微博 （页面存档备份，存于）
- 張懸 (Deserts Xuan)的歷年專輯與介紹 - KKBOX （页面存档备份，存于）